# 킹덤 오브 헤븐
《킹덤 오브 헤븐》(Kingdom Of Heaven)은 2005년 리들리 스콧 감독이 연출한 서사 액션 영화이다.

## 줄거리
아이를 사산하고 자살한 아내를 잃은 슬픔 속에서 발리안이 수도원에 감금 되어 있던중 한무리의 십자군이 마을을 방문한다.
그덕에 대장장이인 발리안은 풀려나 기사들의 장구류를 손봐주게 되는데 그 무리 안에 발리안의 어머니를 버리고 십자군에 참전한 고드프리가 있었다.
고드프리는 발리안에게 용서를 구하고 같이 가길 원하나 삶의 의미를 잃은 발리안은 동행을 거부한다.
기사들이 떠난 밤 발리안의 형제이자 아내를 묻은 수도사가 찾아와 발리안에게 떠날 것을 종용하는 중 수도사의 목에 걸려 있는, 아내에게 걸어준 십자가를 보고 분노한다.
수도사는 자살은 죄악이고 발리안의 아내는 자살했기에 목을 자르고 묻었을 뿐이라 항변하지만 발리안은 그를 찌르고 화덕에 넣어 태워 버린다.
발리안은 즉시 말을 타고 먼저 길을 떠난 고드프리를 찾아가 죄를 지었기에 예루살렘에 가야한다고 말한다.
배를 타기위해 가던 중 마을의 영주의 아들인 고드프리의 조카가 습격을 하고 그 싸움에서 이겼으나 고드프리 역시 큰 상처를 입게 된다.
예루살렘으로 가는 메시나 항구에서 고드프리는 왕을 지켜줄 것을 부탁하며 아들인 발리안을 기사로 서임하며 이벨린의 영주자리를 물려주고 죽음을 맞이한다.
배를 타고 예루살렘으로 가던 중 배가 풍랑을 맞아 뒤집어 지고 홀로 해안에 도착한 발리안은 예루살렘으로 향한다.
그곳에서 아버지의 수하들을 만나 왕을 알현하고 이벨린에 가있던 중 예루살렘의 공주 시빌라와 사랑을 나누며 잠시 행복했으나
레날드와 기의 무슬림 상단 공격에 살라딘이 나서게 되고 나병으로 점점 쇠약해져가던 왕도 살라딘을 막기 위해 군을 이끈다.
요새로 간 발리안은 시빌라를 요새로 들여보내고 남은 피난민이 대피할 시간을 벌기위해 살라딘의 선봉에 돌격하고 포로가 된다.
살라딘의 부대와 예루살렘 왕의 부대가 도착하고 예루살렘 왕은 살라딘에게 레날드를 처벌할 것이니 군을 물리라 요청한다.
살라딘이 군을 물리고 레날드는 감옥에 갇힌다.
무리한 출전으로 죽어가고 있던 왕은 발리안을 불러 시빌라와 결혼할 것을 바라나 발리안은 기의 기사들이 떠나는 것을 염려하여 거절하고
왕은 시빌라의 아들에게 왕위를 넘기고 죽음을 맞이한다.
하지만 시빌라는 아들 역시 선왕과 같은 나병인 것을 알게되고 아들 역시 오빠와 같이 고통받을 것을 슬퍼하여 결국 아들도 신의 품으로 떠나 보낸다.
기는 시빌라와의 결혼에 방해가 되는 발리안을 죽이러 암살자를 보내고 레날드를 시켜 살라딘의 누이를 죽인다.
살라딘의 위협을 이용하여 시빌라와의 혼인한 기는 왕이 되고 살아돌아온 발리안과 예루살렘 왕의 기사들의 반대에도 불구하고
자신의 기사들과 병사들을 끌고 살라딘을 치러 나가지만 대패하고 포로가 되고
살라딘은 레날드의 목을 베어 복수하고 기에게 치욕을 준다.
남은 병력이 전무한 상황에서 발리안은 살라딘의 대군을 대비해 자신의 장기인 수성전을 준비하며
살라딘의 대군을 맞이하게 된다.
발리안과 예루살렘의 수일간의 분투에도 불구하고 성벽은 무너지고 밀려드는 대군을 간신히 막아낸다.
이에 살라딘은 회담을 요청하고 발리안은 이에 응한다.
살라딘은 관용을 베풀어 예루살렘의 주민들이 해안가로 이동하는 동안의 안전을 보장하고 예루살렘은 살라딘의 손에 떨어진다.
풀려난 기는 발리안과 결투를 벌이지만 지고 자신을 죽이라는 기에게 발리안은 기사로 다시 일어나라는 충고를 한다.
시빌라와 함께 할 것을 약속한 발리안은 함께 고향으로 돌아가게 된다.

## 출연
- 올랜도 블룸 - 발리안 역
- 에바 그린 - 시빌라 공주 역
- 제러미 아이언스 - 티베리아스 역
- 리암 니슨 - 고드프리 역
- 에드워드 노턴 - 예루살렘 왕 보두앵 4세 역
- 가산 마수드 - 살라딘 역
- 머르톤 초카스 - 기 드 뤼지냥 역
- 브렌던 글리슨 - 레이놀드 역
- 데이비드 슐리스 - 몰타 기사단원 역
- 알렉산더 시디그 - 살라딘 기사 역
- 물라 역

## DVD
| 제작년월                        | 2006년 9월 |
| 배급                            | 20세기 폭스 홈 엔터테인먼트 |
| 관람등급                        | 12세 관람가전체 이용가 |
| 디스크 수                       | 4장 |
| 화면비                          | 2.35:1 아나몰픽 와이드스크린 |
| 언어                            | 영어 DTS 5.1 영어 DD 5.1 |
| 자막                            | 영어 한국어 중국어 태국어 인도네시아어 타갈로그어 |
| 상영시간                        | 567분 |
| 지역코드                        | 3 NTSC |
| 1,2번 디스크 구성 (디렉터스 컷) | - 재편집을 통해 194분으로 확장된 본편 - 전주곡, 막간, 간주곡을 갖춘 로드쇼 형식의 구성 - 리들리 스콧의 디렉터스 컷에 대한 소개 - 음성해설: 감독/제작자 리들리 스콧, 배우 올랜도 블룸, 각본가 윌리엄 모나한, 총제작자 리사 엘제이, 시각효과 슈퍼바이저 웨슬리 스웰, 수석 조감독 애덤 솜너 - 엔지너의 가이드: 프로덕션 노트, 영화의 상세 정보를 담은 텍스트 트랙 |
| 3,4번 디스크 구성 (구원의 길)   | - 영화 제작의 유래, 시나라오 개발, 프리-프로덕션, 스페인과 모로코에서의 촬영/편집/음악과 극장 개봉 과정을 상세하게 소개하는 6개 파트의 장편 다큐멘터리 - 30분 이상의 삭제 장면&보충 장면(음성해설 수록) - 영화의 역사적 정확성, 무기와 의상 제작, 대규모 전투 장면 준비, 디렉터스 컷 제작 과정 등을 담은 미니 다큐멘터리 - 리들리 스콧과 배우 올랜도 블룸, 에바 그린, 리엄 니슨, 데이비드 슐리스, 머르톤 초카스의 리허설 시각효과 분석(음성해설 수록) - 사운드 디자인(샘플 트랙과 미니 다큐멘터리 수록) - 시나리오 초고와 스토리 노트 - 프로덕션 디자인, 컨셉트 아트, 의상, 제작 단계별 사진, 스토리보드 갤러리 - 런던, 뉴욕, 도쿄의 프리미어 관련 필름 - 국내외 포스터 - 예고편과 TV 광고 |

## 같이 보기
- 시대극 영화 목록
- 하틴 전투
- 예루살렘 공방전 (1187년)